# Marquay (Pas-de-Calais)
Pour les articles homonymes, voir Marquay.
Marquay est une commune française située dans le département du Pas-de-Calais en région Hauts-de-France. Ses habitants sont appelés les Marquaysiens. La commune fait partie de la communauté de communes du Ternois.

## Géographie

### Localisation
Localisée dans le sud-est du département du Pas-de-Calais, Marquay est une commune située, à vol d'oiseau, à 6 km à l'est de la commune de Saint-Pol-sur-Ternoise (aire d'attraction) et à 26 km au nord-ouest de la commune d’Arras (chef-lieu d'arrondissement et préfecture du Pas-de-Calais).
Le territoire de la commune est limitrophe de ceux de cinq communes.
Les communes limitrophes sont Monchy-Breton, Bailleul-aux-Cornailles, Ligny-Saint-Flochel, Ostreville et Roëllecourt.

### Géologie et relief
La superficie de la commune est de 3,47 km2 ; son altitude varie de 110  à   161 m.

### Hydrographie
La commune est située dans le bassin Artois-Picardie. Elle n'est drainée par aucun cours d'eau,.

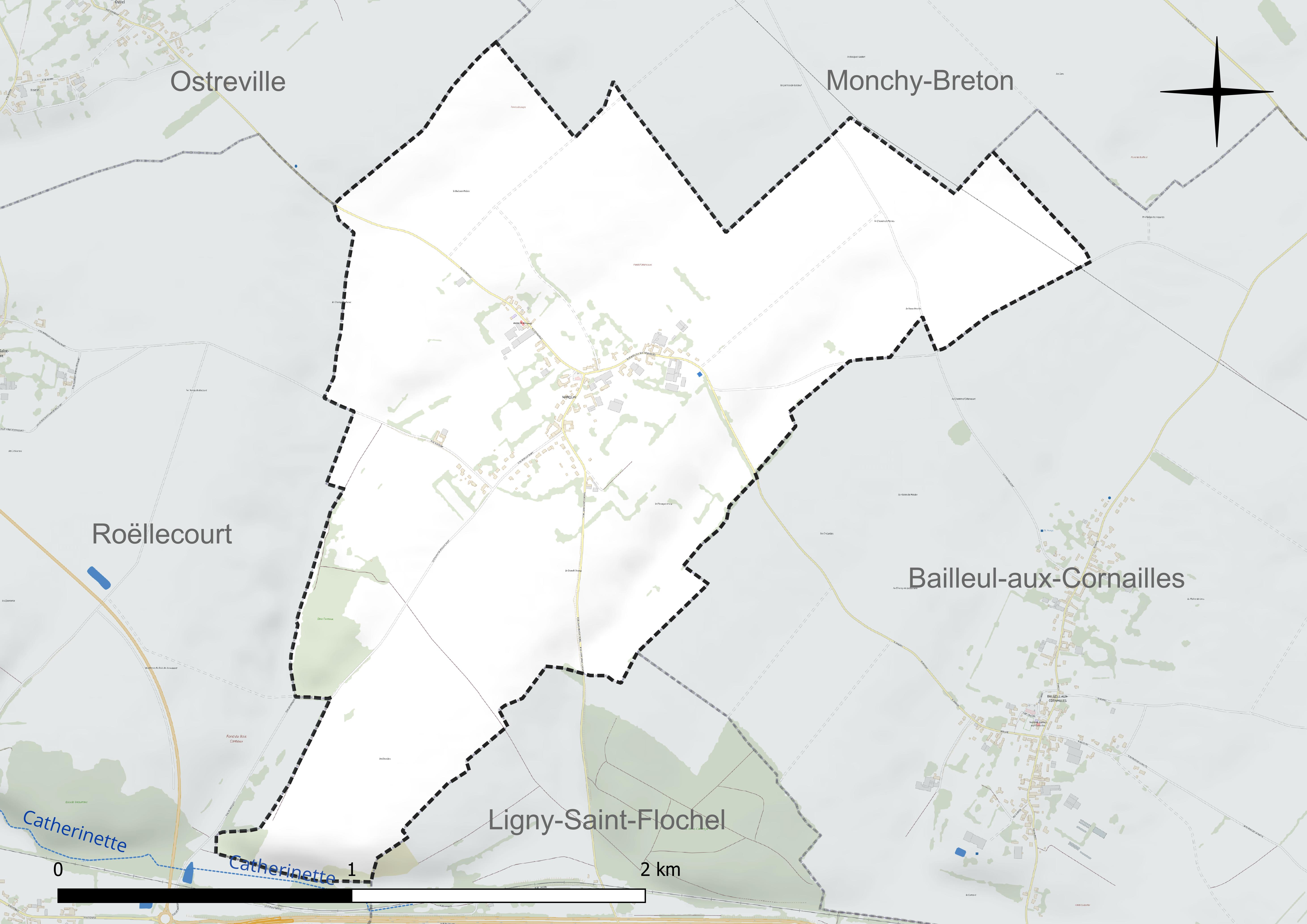
Réseau hydrographique de Marquay.

### Climat
Pour des articles plus généraux, voir Climat des Hauts-de-France et Climat du Pas-de-Calais.
En 2010, le climat de la commune est de type climat des marges montargnardes, selon une étude du CNRS s'appuyant sur une série de données couvrant la période 1971-2000. En 2020, Météo-France publie une typologie des climats de la France métropolitaine dans laquelle la commune est exposée à un climat océanique et est dans la région climatique Côtes de la Manche orientale, caractérisée par un faible ensoleillement (1 550 h/an) ; forte humidité de l'air (plus de 20 h/jour avec humidité relative > 80 % en hiver), vents forts fréquents.
Pour la période 1971-2000, la température annuelle moyenne est de 10 °C, avec une amplitude thermique annuelle de 14 °C. Le cumul annuel moyen de précipitations est de 876 mm, avec 12,7 jours de précipitations en janvier et 9,4 jours en juillet. Pour la période 1991-2020, la température moyenne annuelle observée sur la station météorologique la plus proche, située sur la commune de Fiefs à 15 km à vol d'oiseau, est de 10,4 °C et le cumul annuel moyen de précipitations est de 1 070,6 mm,. Pour l'avenir, les paramètres climatiques de la commune estimés pour 2050 selon différents scénarios d'émission de gaz à effet de serre sont consultables sur un site dédié publié par Météo-France en novembre 2022.

### Paysages
Pour un article plus général, voir Paysage en France.
La commune s'inscrit dans les « paysages du Ternois » tels qu'ils sont définis dans l'atlas de paysages de la région Nord-Pas-de-Calais, conçu par la direction régionale de l'Environnement, de l'Aménagement et du Logement (DREAL),.
Ces paysages, qui concernent 138 communes avec trois pôles d'attraction que sont Hesdin à l'ouest, Saint-Pol-sur-Ternoise à l'est et, dans une moindre mesure, Frévent en lisière sud, sont délimités par deux cours d'eau : la Canche au Sud et la Ternoise au Nord. Ces paysages sont composés de plateaux, de vallées et de bocages. Les plateaux du Ternois montrent une structure tabulaire assez plane et une altitude assez régulière avec des points culminants entre 150  à   160 m.
Le territoire d'une vingtaine de kilomètres du Nord au Sud et d'Est en Ouest, est traversé par la D 939 reliant Saint-Pol-sur-Ternoise à Hesdin, par la D 912 entre Saint-Pol-sur-Ternoise et Frévent et par la ligne ferroviaire de Saint-Pol-sur-Ternoise à Étaples dans la vallée de la Canche. La position excentrée, en l'absence de grands axes autoroutiers ou ferrés structurants, a permis au Ternois de conserver un caractère rural et une certaine qualité de paysage.
Au niveau de l'occupation des sols, les surfaces cultivées sont omniprésentes sur les plateaux, avec majoritairement la culture de la betterave et de la pomme de terre, et représentent près de 72 % de la surface totale de ces paysages du Ternois, les espaces artificialisés, cantonnés dans les fonds de vallée, représentent 13 % et les surfaces boisées, présentes dans les deux principales vallées de la Ternoise et de la Canche, ne représentent que 6 %.

### Milieux naturels et biodiversité
L'Inventaire national du patrimoine naturel (INPN) recense plusieurs espèces faunistiques et floristiques sur le territoire de la commune dont certaines sont protégées et d'autres menacées et quasi-menacées.

## Urbanisme

### Typologie
Au 1er janvier 2024, Marquay est catégorisée commune rurale à habitat dispersé, selon la nouvelle grille communale de densité à sept niveaux définie par l'Insee en 2022.
Elle est située hors unité urbaine. Par ailleurs la commune fait partie de l'aire d'attraction de Saint-Pol-sur-Ternoise, dont elle est une commune de la couronne,. Cette aire, qui regroupe 72 communes, est catégorisée dans les aires de moins de 50 000 habitants,.

### Occupation des sols
L'occupation des sols de la commune, telle qu'elle ressort de la base de données européenne d'occupation biophysique des sols Corine Land Cover (CLC), est marquée par l'importance des territoires agricoles (100 % en 2018), une proportion identique à celle de 1990 (100 %). La répartition détaillée en 2018 est la suivante : 
terres arables (64,7 %), prairies (24,9 %), zones agricoles hétérogènes (10,5 %). L'évolution de l'occupation des sols de la commune et de ses infrastructures peut être observée sur les différentes représentations cartographiques du territoire : la carte de Cassini (XVIIIe siècle), la carte d'état-major (1820-1866) et les cartes ou photos aériennes de l'IGN pour la période actuelle (1950 à aujourd'hui).

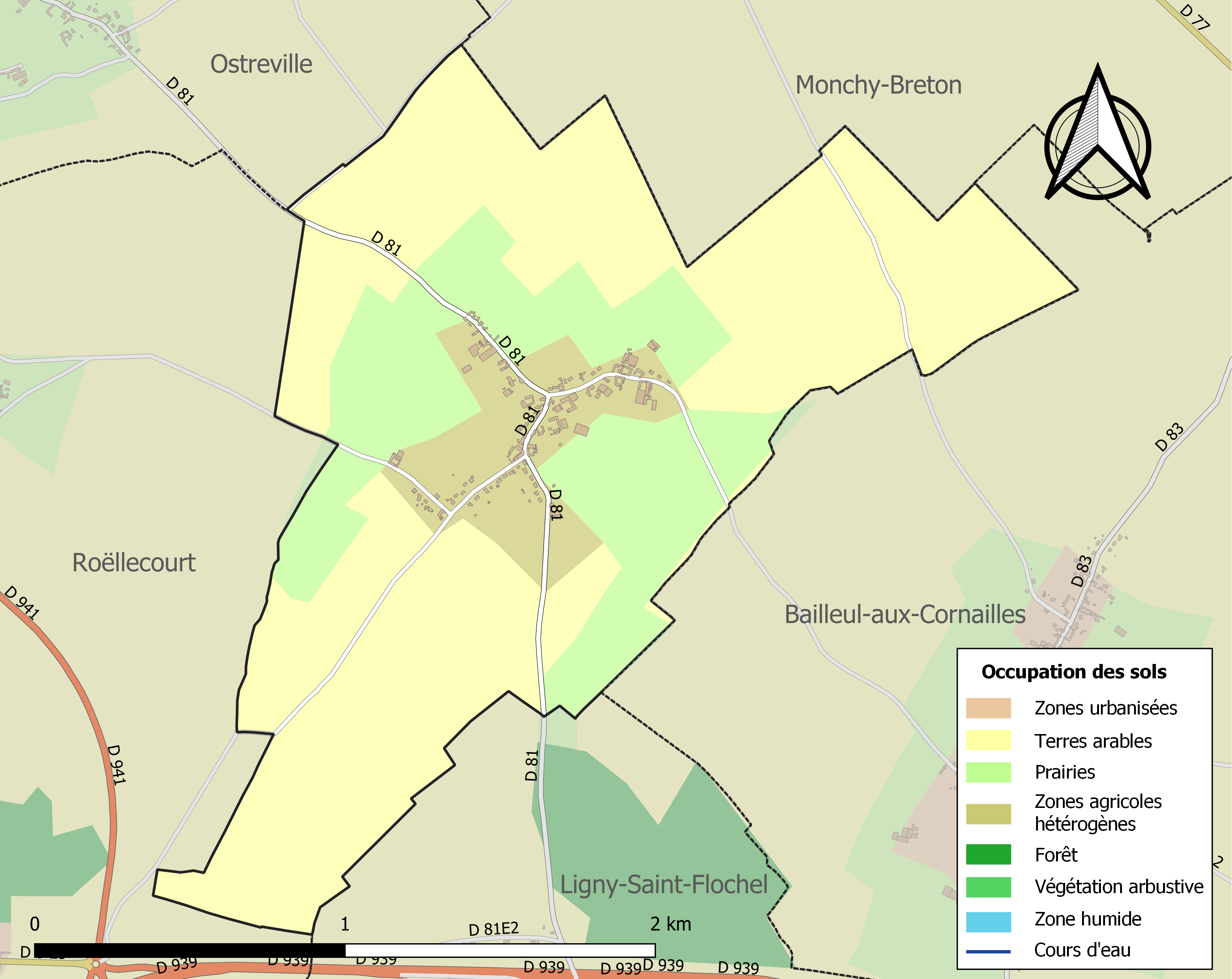
Carte des infrastructures et de l'occupation des sols de la commune en 2018 (CLC).

## Toponymie
Le nom de la localité est attesté sous les formes Marka (IXe siècle), Marchais (1104), Markai et Marquais in Wandinicampania (1171), Marké (1280), Markais (XIIIe siècle), Marqués (1318) ou encore Marquois (1472),. L'orthographe Markai, proche de la prononciation picarde, est considérée comme la plus ancienne forme romane documentée, notamment par son association avec le premier seigneur connu du lieu.
Deux principales hypothèses étymologiques existent. La première fait dériver le nom de l'oïl et du picard marcais, signifiant « marais, mare ».
La seconde hypothèse, la plus solidement documentée par le contexte historique, rattache le nom à la période carolingienne et au mot francique *marka* (« frontière, marche »). Cette origine est liée à la position stratégique de Marquay après le traité de Verdun de 843, sur la nouvelle frontière entre la Francie occidentale et la Lotharingie, ainsi que sur la limite des anciens diocèses d'Arras et de Boulogne.

## Histoire

### Du Moyen Âge à la Révolution
L'histoire du village est intimement liée à la famille seigneuriale qui en a tiré son nom : la Maison de Markai (ou de Marquais). Issue de la noblesse d'Artois, elle est documentée sur ce fief depuis le XIIe siècle. Le village est alors déjà un enjeu religieux et économique, comme l'attestent des archives de l'Abbaye du Mont-Saint-Éloi et du chapitre de Thérouanne, qui s'en disputent les revenus de la dîme dès 1104.
Durant la Guerre de Cent Ans, la seigneurie subit les ravages qui touchent l'Artois. L'un de ses seigneurs, Palamède de Markai, est tué à la bataille d'Azincourt le 25 octobre 1415. Au XVe siècle, la famille atteint son apogée avec Robert de Markai, écuyer, seigneur de Givenchy et Villers-Châtel, et surtout lieutenant-général du gouverneur d'Arras. Il joue un rôle central, bien que controversé, dans la Vauderie d'Arras en 1460, avant que son procès ne soit cassé par le Parlement de Paris en 1491.
Au début du XVIe siècle, par le mariage de l'héritière Antoinette/Catherine de Markai avec Pierre d'Habarcq, gouverneur d'Arras, la seigneurie principale sort du patrimoine des Markai pour passer, par le jeu des alliances, à la puissante maison de Habarcq, puis à celle de Lens.
Bien que relativement épargnée par les guerres franco-espagnoles du XVIIe siècle en comparaison des villages voisins, la commune subit les conséquences des conflits. À l'Époque moderne, la seigneurie est démantelée et passe aux familles L'Espillet puis Lericque, qui en seront les derniers seigneurs jusqu'à la Révolution française.

### Depuis la Révolution
En 1793, la commune est officiellement créée. Jusqu'au XIXe siècle, les historiens notent à Marquay un "grand nombre de fermes assez importantes", héritage direct de la richesse foncière de l'ancienne seigneurie. Le cadastre napoléonien de 1836 marque un tournant, attestant de la vente des dernières parcelles possédées par la famille Markai et de la disparition officielle de la particule nobiliaire "de" devant leur nom.

## Culture locale et patrimoine

### Lieux et monuments
- Église Notre-Dame : L'édifice conserve une nef romane du XIe siècle. Son clocher de style gothique flamboyant date du XVIe siècle. L'église fut restaurée après les destructions de la guerre de Trente Ans, vers 1635. Elle abrite plusieurs objets remarquables :
  - Un Bénitier en pierre du XIIe siècle, classé monument historique depuis 1908[25].
  - Une dalle funéraire de "Damoiselle Marie de Habarcq, dame de Markai" († 1503), témoignant du passage de la seigneurie à la maison d'Habarcq[26].

- Motte féodale : Les vestiges du château féodal originel de la famille de Markai subsistent sous la forme d'une motte castrale encore visible près de l'actuelle Ferme Lericque. Un inventaire des biens des seigneurs de Lens datant de 1472 décrit le site comme "un chastel ruiné, avec fossés et basse-cour"[27].

- Fermes seigneuriales : D'anciennes fermes témoignent de l'organisation de la seigneurie :
  - La Ferme de la Cour était, au XVIIe siècle, l'ancien centre domanial de la seigneurie de Lens. Elle est visible sur les plans de l'Atlas de Trudaine (1745)[28].
  - La Ferme L'Espillet fut la dernière résidence des seigneurs de Marquay avant la Révolution de 1789[29].

## Politique et administration

### Découpage territorial
La commune se trouve dans l'arrondissement d'Arras du département du Pas-de-Calais.

#### Commune et intercommunalités
La commune faisait partie de la communauté de communes du Saint-Polois créée fin 1995.
Dans le cadre de la réforme des collectivités territoriales françaises, par la loi de réforme des collectivités territoriales du 16 décembre 2010 (dite loi RCT)  destinée à permettre notamment l'intégration de la totalité des communes dans un EPCI à fiscalité propre, la suppression des enclaves et discontinuités territoriales et les modalités de rationalisation des périmètres des établissements publics de coopération intercommunale et des syndicats mixtes existants, cette intercommunalité fusionne avec sa voisine, la communauté de communes du pays d'Heuchin, formant le 1er janvier 2013 la communauté de communes des Vertes Collines du Saint-Polois.
Un nouveau mouvement de regroupement intercommunal intervient dans le cadre des dispositions de la loi portant nouvelle organisation territoriale de la République (Loi NOTRe) du 7 août 2015, qui prévoit que les établissements publics de coopération intercommunale (EPCI) à fiscalité propre doivent avoir un minimum de 15 000 habitants. À l'initiative des intercommunalités concernées, la Commission départementale de coopération intercommunale (CDCI) adopte le 26 février 2016 le principe de la fusion de : 

- la communauté de communes de l'Auxillois, regroupant 16 communes dont une de la Somme et 5 217 habitants ;

- la communauté de communes de la région de Frévent, regroupant 12 communes et 6 567 habitants ;

- de la communauté de communes des Vertes Collines du Saint-Polois, regroupant 58 communes et 19 585 habitants

- de la communauté de communes du Pernois, regroupant 18 communes et 7 114 habitants. Le Schéma départemental de coopération intercommunale (SDCI), intégrant notamment cette évolution, est approuvé par un arrêté préfectoral du 30 mars 2016,.
La communauté de communes du Ternois, qui résulte de cette fusion et dont la commune fait désormais partie, est créée par un arrêté préfectoral qui a pris effet le 1er janvier 2017. Cette communauté de communes regroupe 103 communes et compte 37 469 habitants en 2021.

#### Circonscriptions administratives
La commune fait partie  du canton de Saint-Pol-sur-Ternoise. Dans le cadre du redécoupage cantonal de 2014 en France, la composition de ce canton est modifiée et regroupe désormais 88 communes, dont Marquay.

#### Circonscriptions électorales
Pour l'élection des députés, la commune fait partie de la première circonscription du Pas-de-Calais.

### Élections municipales et communautaires

#### Liste des maires
| Période                                  | Période                    | Identité           | Étiquette | Qualité                                                                                       |
| ---------------------------------------- | -------------------------- | ------------------ | --------- | --------------------------------------------------------------------------------------------- |
| Les données manquantes sont à compléter. |                            |                    |           |                                                                                               |
|                                          | 2008                       | Francis Hennebelle | MoDem     |                                                                                               |
| mars 2008                                | En cours (au 29 mars 2022) | Nadine Brunet      |           | Agent de service hospitalier Réélue pour le mandat 2014-2020, Réélu pour le mandat 2020-2026, |

## Population et société

### Démographie
Les habitants sont appelés les Marquaysiens.

#### Évolution démographique
L'évolution du nombre d'habitants est connue à travers les recensements de la population effectués dans la commune depuis 1793. Pour les communes de moins de 10 000 habitants, une enquête de recensement portant sur toute la population est réalisée tous les cinq ans, les populations de référence des années intermédiaires étant quant à elles estimées par interpolation ou extrapolation. Pour la commune, le premier recensement exhaustif entrant dans le cadre du nouveau dispositif a été réalisé en 2008.

En 2022, la commune comptait 173 habitants, en évolution de −4,95 % par rapport à 2016 (Pas-de-Calais : −0,72 %, France hors Mayotte : +2,11 %).
| 1793 | 1800 | 1806 | 1821 | 1831 | 1836 | 1841 | 1846 | 1851 |
| ---- | ---- | ---- | ---- | ---- | ---- | ---- | ---- | ---- |
| 188  | 186  | 186  | 188  | 187  | 196  | 176  | 187  | 178  |

| 1856 | 1861 | 1866 | 1872 | 1876 | 1881 | 1886 | 1891 | 1896 |
| ---- | ---- | ---- | ---- | ---- | ---- | ---- | ---- | ---- |
| 166  | 178  | 193  | 186  | 189  | 186  | 184  | 183  | 164  |

| 1901 | 1906 | 1911 | 1921 | 1926 | 1931 | 1936 | 1946 | 1954 |
| ---- | ---- | ---- | ---- | ---- | ---- | ---- | ---- | ---- |
| 156  | 163  | 147  | 155  | 154  | 142  | 144  | 142  | 146  |

| 1962 | 1968 | 1975 | 1982 | 1990 | 1999 | 2006 | 2008 | 2013 |
| ---- | ---- | ---- | ---- | ---- | ---- | ---- | ---- | ---- |
| 155  | 162  | 125  | 115  | 124  | 163  | 169  | 171  | 175  |

| 2018 | 2022 | - | - | - | - | - | - | - |
| ---- | ---- | - | - | - | - | - | - | - |
| 176  | 173  | - | - | - | - | - | - | - |

#### Pyramide des âges
En 2018, le taux de personnes d'un âge inférieur à 30 ans s'élève à 34,1 %, soit en dessous de la moyenne départementale (36,7 %). À l'inverse, le taux de personnes d'âge supérieur à 60 ans est de 28,9 % la même année, alors qu'il est de 24,9 % au niveau départemental.
En 2018, la commune comptait 87 hommes pour 89 femmes, soit un taux de 50,57 % de femmes, légèrement inférieur au taux départemental (51,50 %).
Les pyramides des âges de la commune et du département s'établissent comme suit.
| Hommes | Classe d’âge | Femmes |
| ------ | ------------ | ------ |
| 1,1    | 90 ou +      | 1,1    |
| 10,3   | 75-89 ans    | 11,2   |
| 20,7   | 60-74 ans    | 13,5   |
| 17,2   | 45-59 ans    | 18,0   |
| 19,5   | 30-44 ans    | 19,1   |
| 8,0    | 15-29 ans    | 12,4   |
| 23,0   | 0-14 ans     | 24,7   |

| Hommes | Classe d’âge | Femmes |
| ------ | ------------ | ------ |
| 0,5    | 90 ou +      | 1,6    |
| 5,6    | 75-89 ans    | 8,9    |
| 16,7   | 60-74 ans    | 18,1   |
| 20,2   | 45-59 ans    | 19,2   |
| 18,9   | 30-44 ans    | 18,1   |
| 18,2   | 15-29 ans    | 16,2   |
| 19,9   | 0-14 ans     | 17,9   |

## Culture locale et patrimoine

### Lieux et monuments
- L'église Notre-Dame.
- Le monument aux morts[50].

### Héraldique
| Blason de Marquay | Blason  | D'argent au chevron d'azur chargé de trois roses du champ. |
| Blason de Marquay | Détails | Le statut officiel du blason reste à déterminer.           |

## Pour approfondir

#### Bases de données, dictionnaires et encyclopédies
- Ressources relatives à la géographie :   - Insee (communes)
  - Ldh/EHESS/Cassini
- Ressource relative à plusieurs domaines :   - Annuaire du service public français
- Notices d'autorité :   - BnF (données)